# 仁賀保温泉
仁賀保温泉（にかほおんせん）とは、秋田県にかほ市三森（旧国出羽国、明治以降の旧羽後国）にある温泉。

## 泉質
- 鉱泉

## 温泉街
- 旅館が一軒存在する。また、キャンプ場も存在する。

## アクセス
- 鉄道:羽越本線仁賀保駅からタクシーで約5分。
- 自動車:山形自動車道酒田インターチェンジから国道7号を経由。